# Биковський (Якутія)
Би́ковський (рос. Быковский) — село в Булунському улусі, Республіка Саха, Росія. Центр і єдине село Биковського наслегу.
Село розташоване на вузькому Биковському півострові, який відділяє затоку Неєлова від моря Лаптєвих, на мисі Биків. Населення становить 350 осіб (2001; 0,5 тис. в 1999, 0,7 тис. в 1989).
Засноване як рибальське селище у зв'язку з будівництвом рибозавода. Віднесений до категорії селищ міського типу в 1943 році як центр селищної ради, і мав цей статус до 1999 року. В селі є пристань (Биков Мис), рибозавод, рухома механізована автоколона, центральна садиба колгоспу «Арктика», Будинок культури, середня школа, лікарня.